# Индијан Хед Парк (Илиноис)
Индијан Хед Парк (енгл. Indian Head Park) град је у америчкој савезној држави Илиноис.

## Демографија
По попису из 2010. године број становника је 3.809, што је 124 (3,4%) становника више него 2000. године.
| Група             | 2000.         | 2010.         |
| Белци             | 3.486 (94,6%) | 3.392 (89,1%) |
| Афроамериканци    | 32 (0,9%)     | 64 (1,7%)     |
| Азијати           | 73 (2,0%)     | 113 (3,0%)    |
| Хиспаноамериканци | 72 (2,0%)     | 194 (5,1%)    |
| Укупно            | 3.685         | 3.809         |